# Deperdussin Monocoque
Il Deperdussin Monocoque era un aereo da competizione progettato da Louis Béchereau e realizzato dall'azienda francese Société Provisoire des Aéroplanes Deperdussin (SPAD) negli anni dieci del XX secolo.
La designazione Monocoque derivava dalla particolare costruzione della fusoliera, tradotto in lingua italiana monoscocca, particolarità tecnica non usuale per velivoli della sua epoca.

## Storia
La ditta Deperdussin nacque nel 1910, quando Armand Deperdussin, imprenditore di origine belga nel campo della lavorazione della seta, decise di investire nel campo dell'aviazione, che dopo la trasvolata della manica di Louis Blériot dell'anno precedente presentava ottime prospettive. Deperdussin, che non sapeva nulla di aviazione, affidò la direzione della sezione progettazione al giovane ingegnere Louis Béchereau.

### Sviluppo
Dopo il Type C del 1911, un monoplano basato sulla stessa filosofia del Blériot, Béchereau nel 1912 concepì il rivoluzionario progetto della monoscocca: una struttura interamente in legno e priva di intelaiatura interna, contrapposta al modello allora in voga, con montanti lignei controventati da tiranti metallici e rivestiti di tela verniciata. La nuova struttura era più leggera, più aerodinamica e, a parità di peso, più robusta.
Prima del 1914, Deperdussin si ritrovò in difficoltà economiche, e fu arrestato per frode e falsificazione. La fabbrica fu rilevata da Blériot, suo rivale, e fu rinominata Sociéte Pour l'Aviation et ses Dérivés, conservando l'acronimo SPAD. Deperdussin si suicidò poi nel 1924.

### Impiego

#### Primati
La notorietà del Monocoque si diffuse grazie alla sua vittoria conquistata, il 22 febbraio 1912, al Gordon Bennett Trophy, quando, pilotato da Jules Védrines, fu il primo aereo a superare le 100 miglia orarie (160 km/h), raggiungendo addirittura i 174 km/h.
L'anno successivo una versione idrovolante, ai comandi di Maurice Prévost, vinse il primo Trofeo Schneider
a Monaco.
Nello stesso anno un aeroplano migliorato vinse di nuovo il Gordon Bennett Trophy, stabilendo il nuovo record mondiale di velocità (con 210 km/h, la massima velocità che il modello abbia raggiunto).

## Tecnica
Il Deperdussin Monocoque era un monoplano di concezione abbastanza simile a quella che si era affermata con il successo dei modelli di Blériot, se si esclude l'innovativa struttura monoscocca cui si è già accennato. La sottile ala rettangolare su profilo concavo-convesso era in posizione media, e alla sua rigidezza contribuivano due coppie di tiranti per ogni semiala. Il controllo del rollio era garantito dallo svergolamento delle estremità alari.
Il mozzo dell'elica in legno era coperto da una grande ogiva, che migliorava la penetrazione aerodinamica del motore radiale, il cui ingombro frontale era abbastanza ragguardevole. Il motore era un rotativo Gnome a doppia stella da 14 cilindri e 160 CV; si trattava del motore con il miglior rapporto peso-potenza dell'epoca.

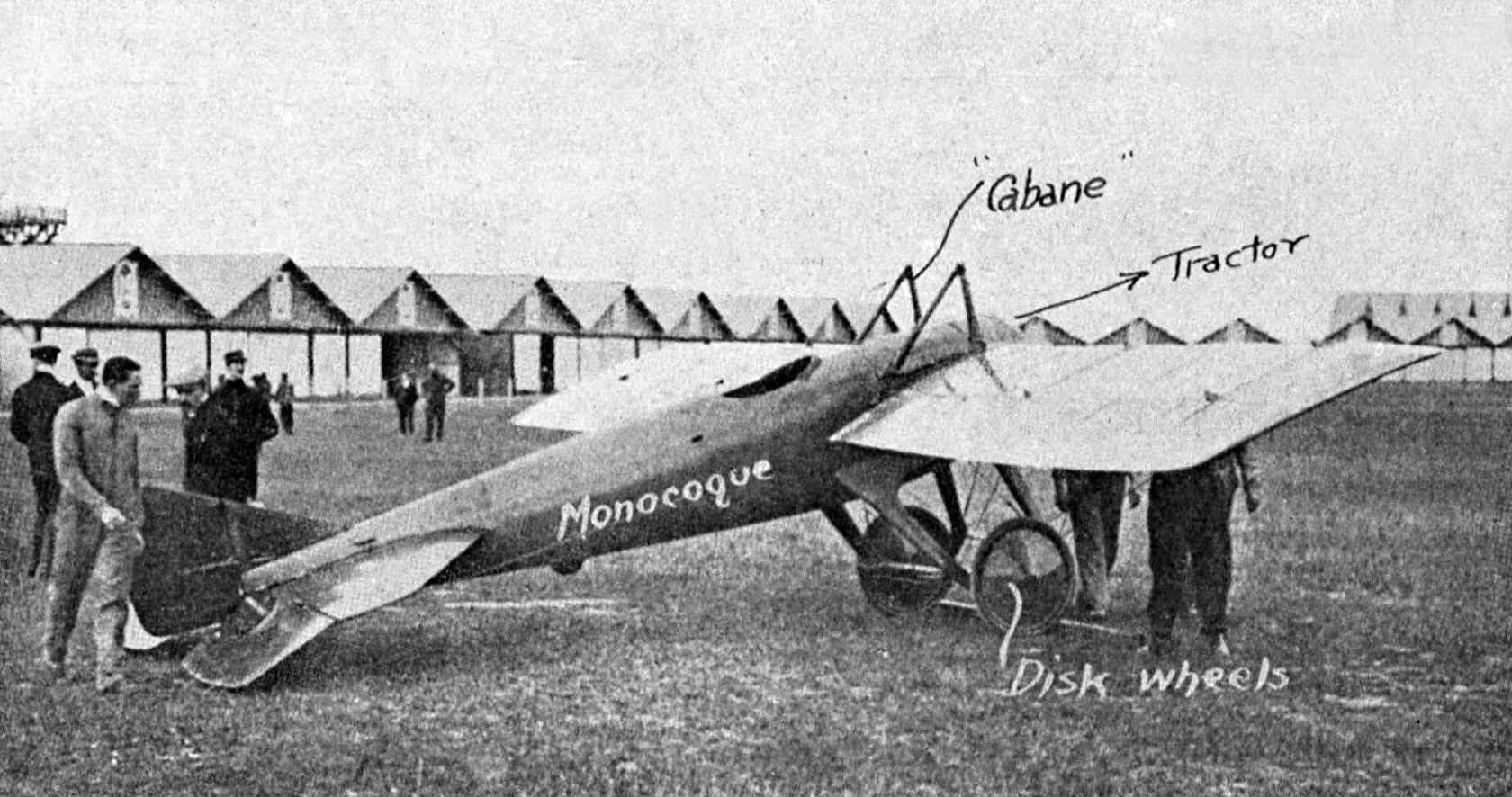

L'unica significativa innovazione apportata da questo modello (oltre ovviamente la rivoluzionaria monoscocca) fu il sistema di trasmissione dei controlli. Fu introdotto un sistema basato su un volante montato in cima alla classica asta di controllo: il movimento avanti o indietro di tale asta comandava il beccheggio, e la rotazione del volante comandava il rollio. Questo sistema, o sistemi molto simili, sono oggi diffusi su aerei di grosse dimensioni o su aerei a basse prestazioni.

### Periodici
- (EN) The 160 H.P. Deperdussin racing monoplane, in Flight, Sutton, Surrey - UK, Reed Business Information Ltd., 22 novembre 1913,  pp. pp. 1269-73. URL consultato il 9 novembre 2013.